# Ernst Estlander
Ernst Henrik Estlander (ur. 18 września 1870 w Helsinkach, zm. 6 lutego 1949 tamże) – fiński żeglarz, olimpijczyk.
Na regatach rozegranych podczas Letnich Igrzysk Olimpijskich 1912 wystąpił w klasie 6 metrów zajmując 5 pozycję. Załogę jachtu Finn II tworzyli również Torsten Sandelin i Gunnar Stenbäck.
Brat Gustafa – architekta, łyżwiarza szybkiego, projektanta jachtów i żeglarza-olimpijczyka.